# Benszultáp
A benszultáp a mezőgazdaságban korábban használt rovarölő szer burgonyabogár, máktokormányos, máktokszúnyog, szamóca bimbólikasztó, üvegszárnyú ribiszkelepke, lisztes répabarkó, aknázólegyek, gabonafutrinka lárvák, vetésfehérítő bogár lárvája ellen.
A kijuttatási mennyiség növénykultúrától függően 0,5–1,3 kg/ha. A szer évi 1–2 alkalommal volt használható.
Magyarország EU-csatlakozásakor a benszultáp az EU-ban már nem volt engedélyezett. Magyarország néhány új tagállammal együtt 2007 végéig kapott haladékot a benszultáp felhasználásának beszüntetésére.

## Hatásmód
A nikotinos acetilkolin-receptorokon(en) fejt ki moduláló, elsősorban gátló hatást.
A rovarok központi idegrendszerében az acetil-kolin a legfontosabb serkentő neurotranszmitter. Kétféle receptortípusa van: a muszkarinos(en) és a már említett nikotinos. A nikotinos receptortípus rovarokban nagyobb mennyiségben fordul elő, mint az emlősökben. Az emlősök agyában a nikotinos jelátvitelnek inkább moduláló szerepe van, egyéb (főként serkentő) transzmitterek felszabadulását serkenti, ezáltal – a rovarokkal ellentétben – az általános ingerlékenységet növeli.

## Veszélyek
LC50-értéke patkány esetén belélegezve >700 mg/m³
A mérgezés tünetei: depresszió, hiperaktivitás, remegés, vizelet elszíneződés, híg széklet, piros elszíneződés az orron és/vagy a szemen, rángógörcs. Az l-cisztein és a glutation hasznos lehet, mint közömbösítő ellenanyag.
A kísérletek során nem találtak sem rákkeltő, sem a szaporodási képességet gátló, sem a magzatnak ártó (teratogén vagy mutagén) hatást.
A vízi élőlényekre veszélyes.

## Készítmények
- Bancol 50 WP